# Zona Franca de Kaunas
La Zona Franca de Kaunas (ZFK) (en lituà: Kauno laisvoji ekonominė zona) és una zona de lliure comerç (zona franca) prop de Kaunas, Lituània. Es tracta d'una àrea de desenvolupament industrial de 534 hectàrees, que ofereix impostos més petits i favorables per als inversors que inverteixin un mínim d'un milió d'euros. Els inversors són majoritàriament empreses estrangeres, ja que més del 70% del total de les inversions a la ZFK són inversions estrangeres directes (IED).
La Zona Franca de Kaunas es va establir el 22 d'octubre de 1996 al districte municipal de Kaunas, a prop de les autopistes A6 i A1. Té tres parts importants: l'àrea de producció i logística, el carrer dels negocis i l'airpark.
L'àrea de producció i logística és el territori més gran de les parts. Les inversions verdes prenen la major part d'aquest territori. És utilitzat per les terminals logístiques, una companyia farmacèutica, una companyia productora d'escuma d'origen finlandès, així com una companyia d'automoció d'alta tecnologia.
El carrer del negoci és una part dedicada als futurs centres comercials de la ZFK a l'autopista A6. Està prevista la construcció de 13 parcel·les diferents per a oficines i hotels. La major part d'aquests terrenys són plans detallats i gaudeixen d'una moderna infraestructura. Aquest territori tindrà una accessibilitat fàcil, un sistema d'estacionament ben situat i locals d'oficines ben desenvolupades.
La tercera i última part és l'airpark. El territori compta amb gairebé 3 quilòmetres de frontera amb el territori de l'aeroport de Kaunas, que permet accedir a les aeronaus directament i elimina tràmits duaners. Dins del territori de l'airpark s'hi pot transitar per tres vies diferent: per aire, en cotxe i en ferrocarril. Dipòsits d'avió, diverses indústries de l'aviació, com ara de prova, venda i muntatge d'avions o companyies de serveis d'aeronaus poden establir-se fàcilment dins de la zona franca, i utilitzar la pista, els incentius fiscals i d'altres privilegis oferits.

## Incentius tributaris
| Impost                                             | General | A la ZFK                                      |
| -------------------------------------------------- | ------- | --------------------------------------------- |
| Impost sobre societats                             | 15%     | 0% (primers 6 anys) 7,5% (10 anys posteriors) |
| Impost de propietat                                | 1%      | 0%                                            |
| Impost dels dividends (per a inversors estrangers) | 15%     | 0%                                            |